# هلیر-والدور سیدر
هلیر-والدور سیدر (استونیایی: Helir-Valdor Seeder؛ زادهٔ ۷ سپتامبر ۱۹۶۴) سیاست‌مدار و نماینده مجلس استونی است. سیدر از سال ۲۰۱۷ تاکنون رهبر حزب ایساما می‌باشد.